# Link: The Faces of Evil
Link: The Faces of Evil è un videogioco sviluppato dalla Animation Magic e pubblicato per il Philips CD-i nel 1993, lo stesso giorno di Zelda: The Wand of Gamelon (un terzo, Zelda's Adventure, è stato distribuito nel 1994). Tutti e tre i giochi CD-i di Zelda sono il prodotto di un compromesso tra Philips e Nintendo dopo che Nintendo e Sony fallirono nel commercializzare un add-on basato sui CD per Super Nintendo. Non avendo nessuna connessione con Nintendo, molti fan non considerano questo gioco come un vero capitolo di Zelda, e Nintendo stessa non riconosce questo gioco come parte della serie.

## Trama
Link, sentendosi inutile nell'ormai tranquillo regno di Hyrule, non ha idea che la lontana isola di Koridai è stata attaccata da Ganon e i suoi scagnozzi. Gwonam il Mago visita Link e il Re di Hyrule a bordo di un tappeto volante e li informa del terribile fato di Koridai. Nella sua pergamena sacra è scritto che solo Link può sconfiggere Ganon. Così Link parte per l'isola di Koridai, sovrastata da misteriose statue di pietra, note come Faces of Evil.
La storia è ampiamente narrata attraverso dei video a cartone animato, probabilmente per fare miglior uso del formato CD-ROM.

## Modalità di gioco
The Faces of Evil utilizza lo scorrimento laterale introdotto in Zelda II: The Adventure of Link. I controlli vennero ampiamente criticati in quanto confusionari e molto scomodi.

## Nella cultura di internet
Le scene del gioco sono divenute famose su internet a causa della bassa qualità di animazione e recitazione. Molte di esse vengono utilizzate per la creazione di video chiamati "YouTube Poop". Il Re di Hyrule, con la frase "My boy! This peace is what all true warriors strive for!" dove "My" viene spesso scritto come "Mah", e la parola "Dinner!", così come Morshu con la sua proposta "Lamp oil, rope, bombs; you want it? It's yours, my friend, as long as you have enough rupees!", e con la sua risposta alla richiesta del giocatore di acquistare qualcosa con un prezzo superiore alle rupie possedute dal suddetto giocatore "Sorry Link, I can't give credit! Come back when you're a little... richer!", sono diventati due personaggi oggetto di parodie su Internet. Assieme ad Hotel Mario. In Hyrule Warriors: L'era della calamità, Nintendo ha aggiunto un riferimento a Morshu, quando completando una delle missioni, Test d'ingresso, nel registro l'istruttore dice che allenerà Link "finchè avrà abbastanza rupie" ("as long as you have enough rupees").